# La Buire

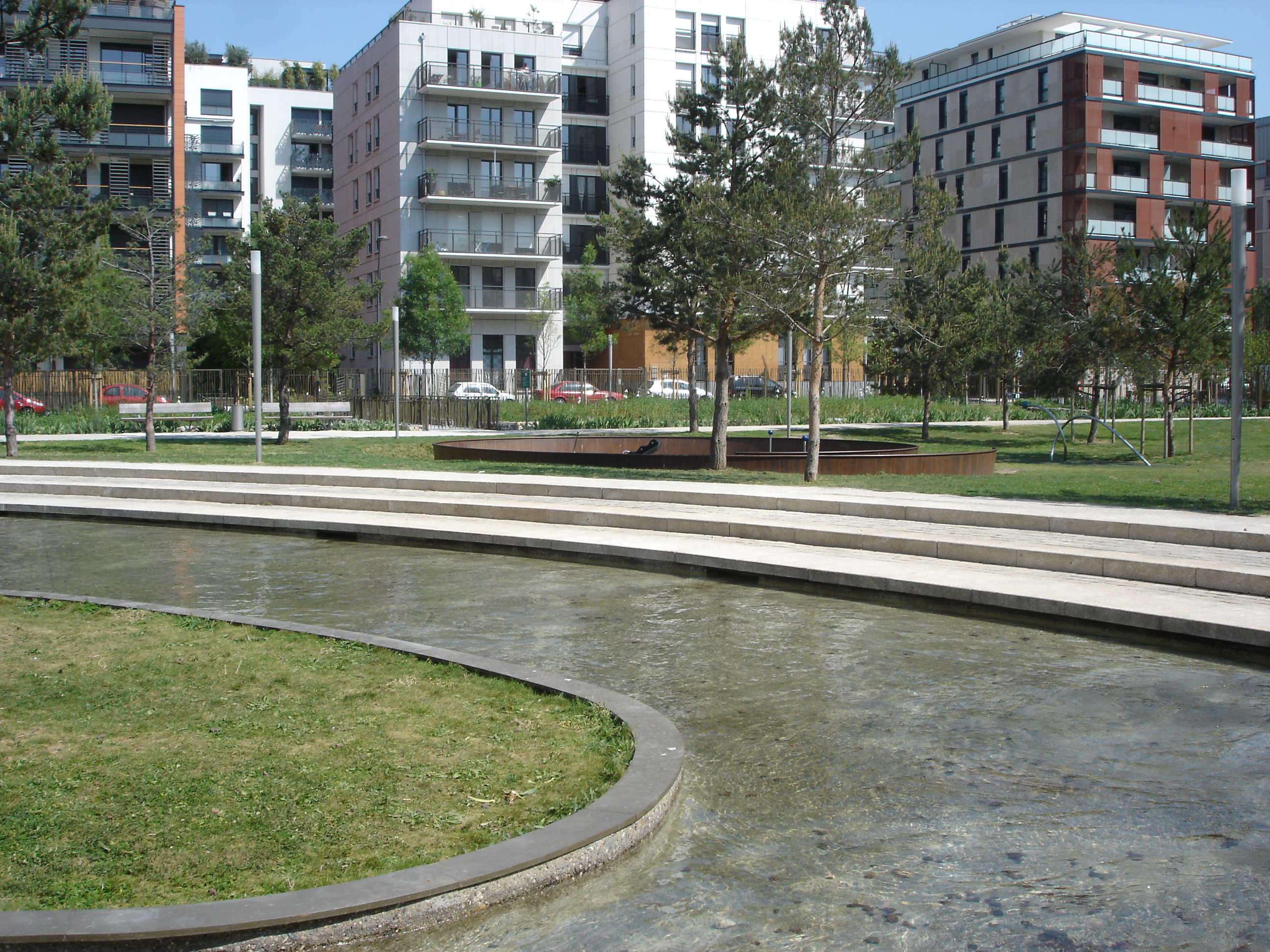
Le parc de la Buire (Parc Joseph-Kaplan) à Lyon.

La Buire est un quartier du 3e arrondissement de Lyon, limité au nord par l'avenue Félix Faure, au sud par le cours Gambetta, à l'ouest par la rue Garibaldi et à l'est par le boulevard Vivier-Merle et la voie ferrée.

## Description
Le domaine de la Buire était situé entre celui de la Part Dieu au nord et celui du château de La Mothe au sud. La maison forte, qui existe toujours à l'angle des rues Rachais et Garibaldi, fut édifiée dans la seconde moitié du XVIe siècle et transformée au XVIIIe siècle.
Les terres du château de la Buire ont été loties dans le courant du XIXe siècle. La moitié nord, de la Rize à l'actuelle avenue Félix-Faure, a progressivement été transformée en ilôts bâtis séparés par des rues selon un plan en damier. Le sud a vu la construction des Chantiers de La Buire, où ont été notamment construits des tramways en service à Lyon dans la première moitié du XXe siècle. Progressivement fermés, les bâtiments industriels ont été détruits pour laisser place à des immeubles d'habitation, au parc Jacob Kaplan et au groupe scolaire Aimé Césaire. La première tranche de la ZAC a été livrée en 2009, la seconde tranche a été achevée en 2015.

### Rues, places, espaces verts
- Parc de la Buire